# Centaurea albinervis
Centaurea albinervis là một loài thực vật có hoa trong họ Cúc. Loài này được Parsa mô tả khoa học đầu tiên năm 1948.